# Nick Heidfeld
Nick Lars Heidfeld (sinh ngày 10 tháng 5 năm 1977 tại Mönchengladbach) là một cựu tay đua người Đức. Anh đã từng thi đấu trong công thức 1 từ năm 2000 đến năm 2011. Anh đã tham gia hầu hết các chặng đua cho đội đua Sauber có trụ sở tại Hinwil, đội đã thi đấu với tư cách là BMW Sauber trong một thời gian. Ngoài vị trí pole và tổng cộng tám vị trí thứ nhì, thành công lớn nhất của anh là vị trí thứ 5 trên bảng xếp hạng chung vào năm 2007. Heidfeld cũng là tay đua có nhiều vị trí trên bục podium nhất (13) trong lịch sử công thức 1 (tính đến năm 2022) mà đã không giành chiến thắng trong một chặng đua nào cả.
Từ năm 2012 đến 2016, anh đã đua cho đội đua Rebellion Racing trong giải vô địch FIA WEC. Anh cũng đã thi đấu tại giải vô địch FIA Formula E từ năm 2014. Tại đây, anh đã đua cho đội đua Venturi trong mùa giải đầu tiên của mình và từ năm 2015 đến 2018, anh đã đua cho đội đua Mahindra.

## Sự nghiệp

### Trước công thức 1 (1988-2000)
Anh bắt đầu sự nghiệp đua xe với môn đua xe kart ở tuổi 11 vào năm 1988. Năm 1994, anh chuyển sang giải đua Công thức Ford nước Đức và thu hút được sự chú ý rộng rãi khi giành chiến thắng 8 trong số 9 cuộc đua để giành lấy danh hiệu trong mùa giải đó. Năm 1995, anh giành chức vô địch Giải vô địch Ford 1800 Công thức Quốc tế Đức và về nhì tại Zetec Cup. Điều này dẫn đến một suất tham dự Giải vô địch 3 công thức Đức năm 1996, nơi anh về thứ ba chung cuộc sau 3 chiến thắng. Anh đã tham gia vào cuối mùa giải Macau Grand Prix và giành chiến thắng trong cuộc đua đầu tiên, thu hút sự chú ý của người đồng hương Norbert Haug, người sau đó đã đăng ký anh ấy vào đội West Competition.
Năm sau, Heidfeld giành chức vô địch ở giải F3 Germany cho Bertram Schäfer Racing với sự hỗ trợ từ McLaren/West, bao gồm cả chiến thắng tại cuộc đua Công thức 3 Monaco Grand Prix. Năm 1998, anh đã thắng tại ba cuộc đua và là á quân trong giải vô địch Công thức 3000 Quốc tế với đội West Competition. Tại cuộc đua cuối cùng của mùa giải, anh đã bị giáng xuống cuối cùng từ vị trí pole sau khi đội của anh ấy sử dụng nhiên liệu mà không tuân thủ luật lệ. Anh đã hoàn thành cuộc đua ở vị trí thứ 9 và không có số điểm và thua Juan Pablo Montoya bảy điểm. Trong mùa giải đó, anh cũng là tay đua dự bị cho đội McLaren-Mercedes. Năm 1999, anh giành chức vô địch Công thức 3000 Quốc tế. Năm đó anh cũng đã lập kỷ lục chính thức tại Goodwood Festival of Speed kéo dài 20 năm. Anh cũng là thành viên của đội Mercedes đã đua tại giải 24 Hours of Le Mans năm 1999, nhưng đội đã bỏ cuộc sau khi chiếc Mercedes-Benz CLR lật ngược trên Mulsanne Straight trong khi Mark Webber và Peter Dumbreck đang lái xe.

### Công thức 1 (2000-2011)

#### Mùa giải đầu tiên cho đội đua Prost (2000)
Trong mùa giải đầu tiên của anh ở công thức 1, Heidfeld không lấy được điểm nào, nhưng điều này không làm tổn hại nhiều đến danh tiếng của anh ấy với tư cách là một tài năng trẻ nhanh nhẹn nhờ khung gầm nặng, chống xoắn của chiếc xe đua của anh ấy và vẻ ngoài khó có thể tốt hơn của người đồng đội giàu kinh nghiệm Jean Alesi. Thành tích tốt nhất của anh ấy là vị trí thứ 8 tại giải đua ô tô Công thức 1 Monaco nhưng anh đã không lấy đựoc điểm nào do vị trí này ngoài vị trí tính điểm. Vì đội đua Prost hết hạn hợp đồng động cơ với Peugeot vào cuối mùa giải, Heidfeld đã sớm tìm kiếm các giải pháp thay thế và chuyển sang đội Sauber của Thụy Sĩ cho mùa giải 2001.

#### Sauber (2001-2003): Lấy được bục podium và điểm đầu tiên trong sự nghiệp

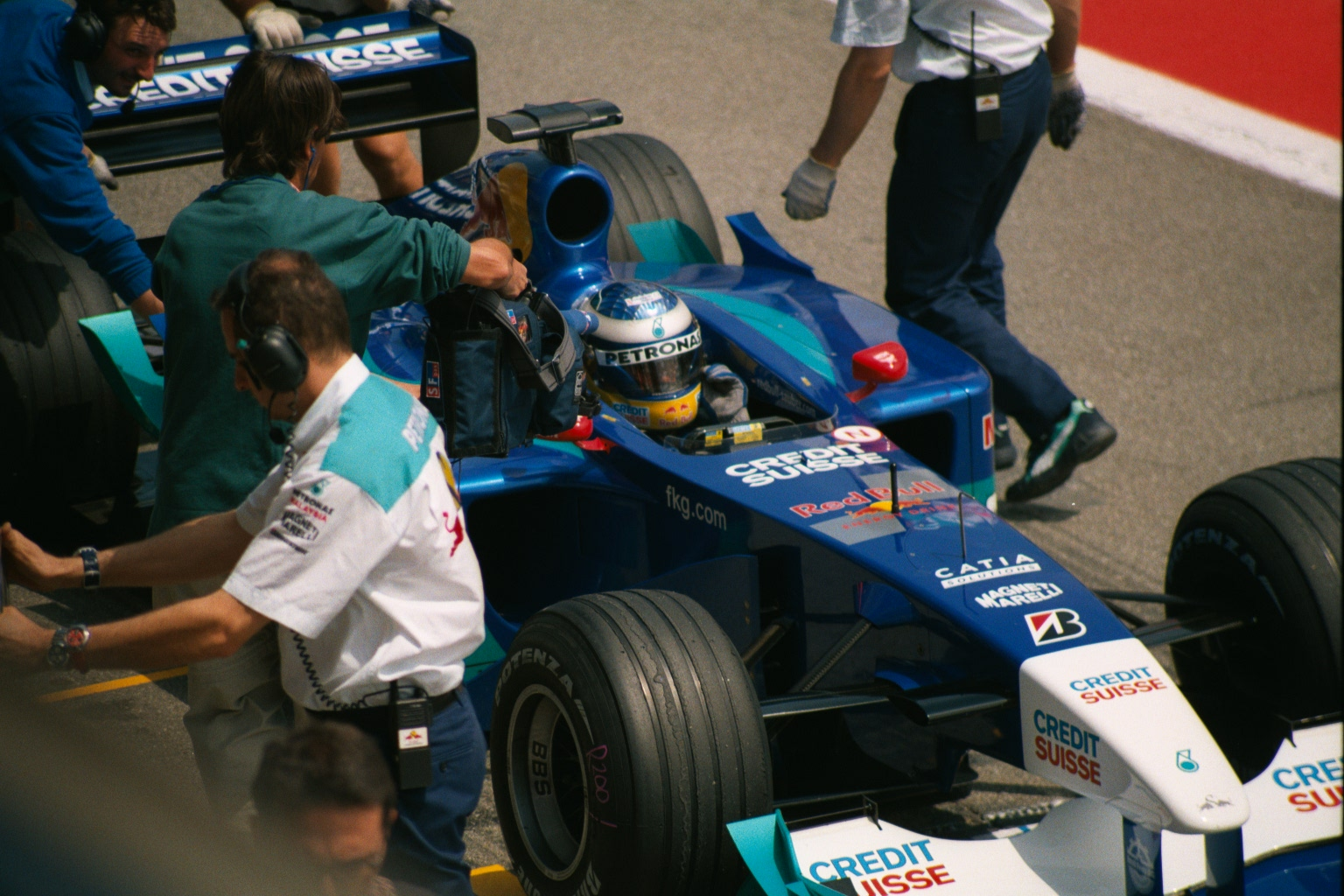
Nick Heidfeld vào mùa giải 2001

Anh rời Prost vào cuối mùa giải 2000 trước khi ký hợp đồng ba năm với Sauber vào năm 2001. Anh hợp tác với tay đua tân binh người Phần Lan Kimi Räikkönen. Heidfeld đứng trên bục vinh quang với vị trí thứ ba lần đầu tiên tại giải đua ô tô Công thức 1 Brasil 2001. Sau khi Mika Häkkinen tuyên bố nghỉ hưu, nhiều người nghĩ rằng Heidfeld sẽ thay thế ông trong đội McLaren-Mercedes vì anh có sự hậu thuẫn của Mercedes và đã vượt qua đồng đội Räikkönen kém kinh nghiệm hơn nhiều ba điểm trong năm. Tuy nhiên, chỗ đua của McLaren đã thuộc về Räikkönen và Heidfeld ở lại với Sauber trong các mùa giải 2002 và 2003, nơi anh ấy đã giành được một số điểm. Năm 2002, anh đánh bại được một đồng đội tân binh khác, Felipe Massa, nhưng sau đó bị đánh bại bởi người đồng hương giàu kinh nghiệm hơn, Heinz-Harald Frentzen, vào năm 2003.

#### Jordan (2004)

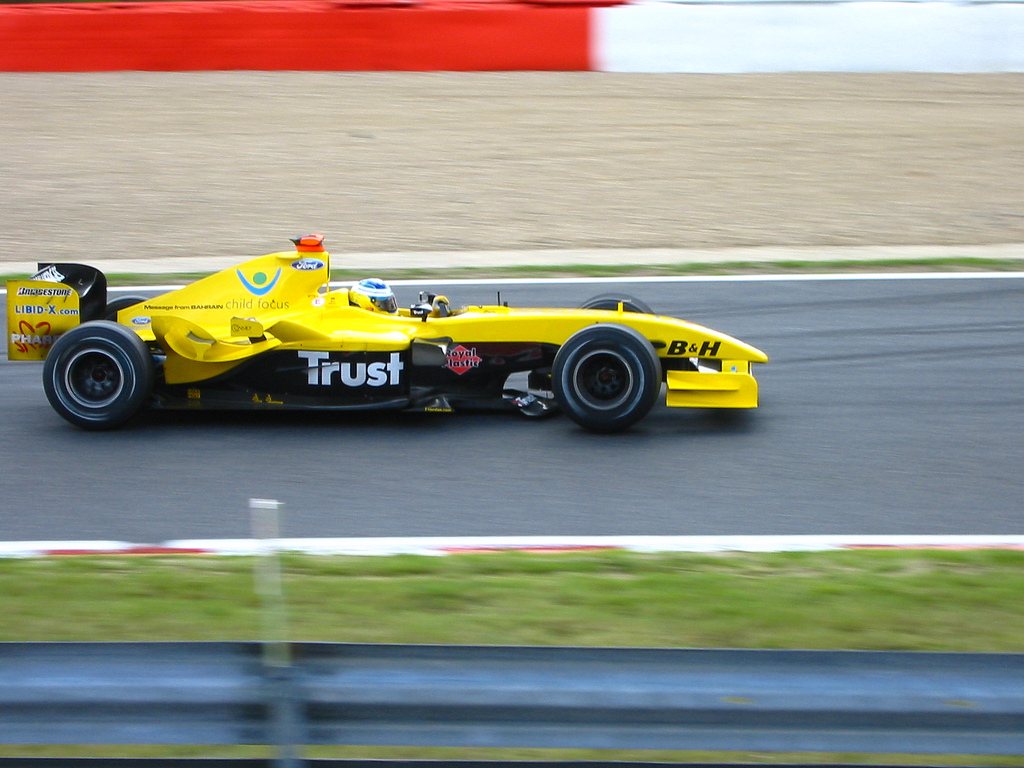
Nick Heidfeld tại giải đua ô tô Công thức 1 Bỉ 2004

Vào cuối mùa giải 2003, Heidfeld được thay thế tại đội Sauber bởi Giancarlo Fisichella của Jordan và có vẻ như sẽ không có chỗ đua cho mùa giải 2004. Tuy nhiên, sau khi gây ấn tượng trong một loạt bài kiểm tra trước mùa giải, Heidfeld đã đua với đội Jordan đang gặp khó khăn về tài chính, cùng với tân binh Giorgio Pantano. Chiếc xe EJ14 của đội trong mùa giải này là bản nâng cấp của chiếc xe EJ13 mùa giải trước đó kém cạnh tranh và chậm chạp. Mặc dù vậy, Heidfeld thường vượt trội hơn và thường xuyên về đích trước những chiếc xe cạnh tranh hơn. Anh về thứ 7 tại giải đua ô tô Công thức 1 Monaco và thứ 8 tại giải đua ô tô Công thức 1 Canada và kết thúc mùa giải với 3 điểm ở vị trí thứ 18.

#### Williams (2005)

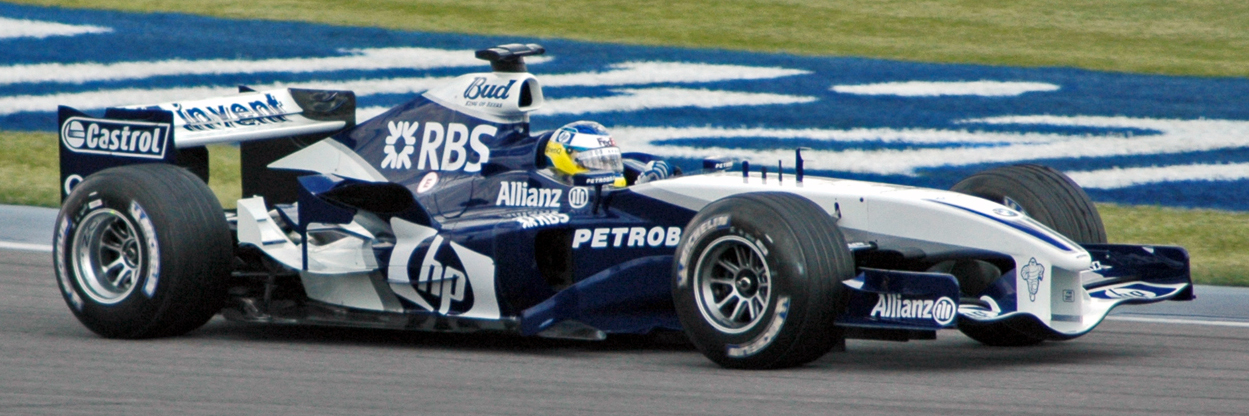
Nick Heidfeld trong buổi tập luyện tại giải đua ô tô Công thức 1 Hoa Kỳ 2005

Trong suốt mùa đông năm 2004-2005, Heidfeld đã tham gia đội đua Williams trong một cuộc cạnh tranh chỗ đua với Antônio Pizzonia để giành chỗ đua thứ 2 cùng với Mark Webber. Tại buổi ra mắt với Williams vào ngày 31 tháng 1 năm 2005, Heidfeld đã được xác nhận là tay đua của đội vào năm 2005, thay thế Juan Pablo Montoya.
Anh đã thể hiện tốt trong suốt mùa giải và thường xuyên về đích trước đồng đội Webber. Tại chặng đua thứ 7 của mùa giải 2005 tại trường đua Nürburgring, chặng đua quê hương của anh, Heidfeld đã giành được vị trí pole đầu tiên và duy nhất của mình. Ở Monaco, anh về thứ nhì, bằng với thành tích mà anh đã lập được tại chặng đua quê nhà trước đó. Heidfeld đã phải bỏ lỡ các chặng đua ở Ý và Bỉ do chấn thương trong một vụ tai nạn thử nghiệm. Mặc dù dự kiến sẽ trở lại ở Brasil, anh lại bị thương khi bị một chiếc xe máy đâm phải khi đi và do đó buộc phải từ bỏ phần còn lại của mùa giải.

#### BMW Sauber (2006-2009)

##### 2006: Mùa giải đầu tiên cho đội đua BMW Sauber
Heidfeld đã giành được hợp đồng với nhà cung cấp động cơ cho Williams lúc bấy giờ là BMW khi họ mua lại đội Sauber (sự hợp nhất giữa BMW và Sauber) và tham gia với tư cách là tay đua cho BMW Sauber vào mùa giải 2006, thay thế Felipe Massa, người đã chuyển sang Ferrari. 

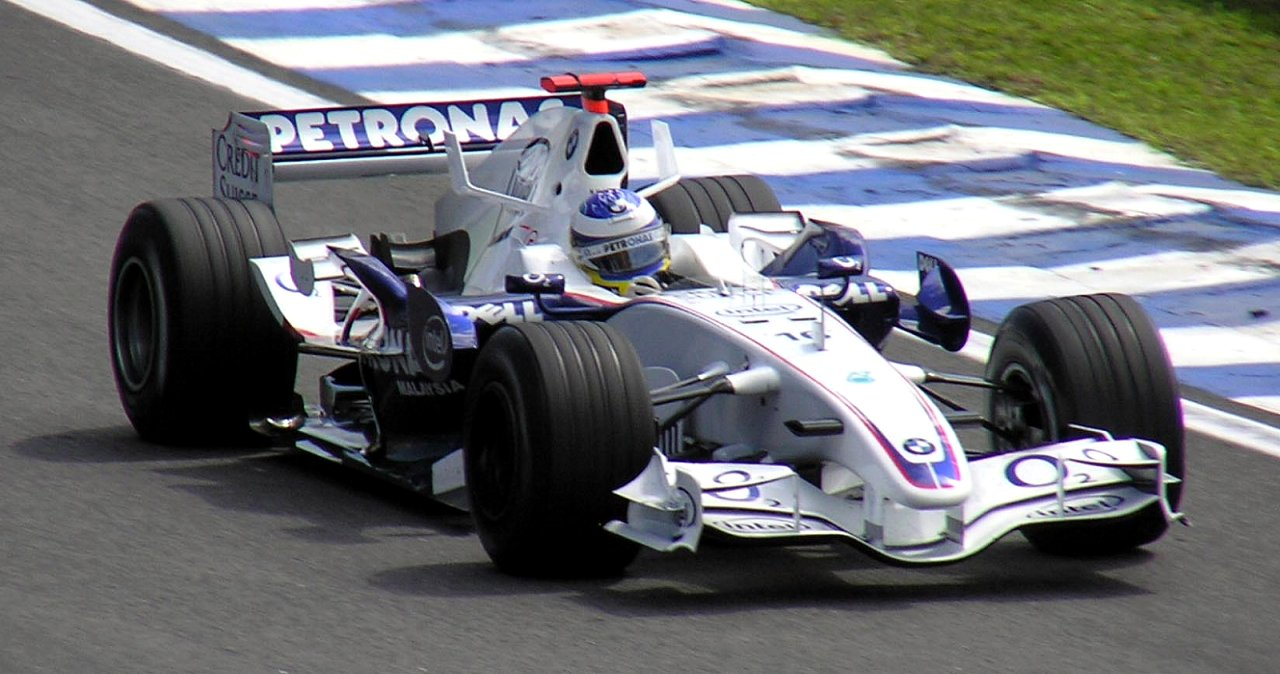
Nick Heidfeld tại giải đua ô tô Công thức 1 Brasil 2006

Trong mùa giải năm 2006, Heidfeld đã nhiều lần ghi điểm cho đội đua mới của mình. Tại chặng đua ở Melbourne, anh đã chạy ở vị trí thứ nhì cho đến khi xe an toàn xuất hiện và cuối cùng anh đã về thứ 4. Tại Indianapolis, anh ấy đã phải bỏ cuộc trong một vụ tai nạn ngoạn mục ở vòng đầu tiên khiến các tay đua đồng nghiệp Scott Speed, Jenson Button, Kimi Räikkönen và Juan Pablo Montoya cũng phải bỏ cuộc theo. Xe của Heidfeld đã bị lao vào một hàng rào gấp bốn lần, nhưng anh và những tay đua khác đều bình yên vô sự. Tại giải đua ô tô Công thức 1 Hungary, Heidfeld lần đầu tiên lên bục podium cho BMW Sauber khi về đích ở vị trí thứ 3 và đó cũng chính là kết quả tốt nhất trong năm mặc dù anh chỉ đạt vị trí thứ mười trên làn xuất phát. Điều này đã xảy ra hai lần khác trong sự nghiệp của anh: Vào năm 2001 khi anh còn là đồng đội với Kimi Räikkönen (người mà anh ấy đã đánh bại với 12 điểm) và vào năm 2002, khi anh còn là đồng đội với Felipe Massa (người mà anh ấy đánh bại 7 điểm). Thế nhưng, Räikkönen và Massa sau đó đã thành lập cặp tay đua đua xe cho Ferrari vào năm 2007.
Trong mùa giải này, anh kết thúc ở vị trí thứ 9 với 23 điểm.

##### 2007: Hạng tốt nhất trong sự nghiệp công thức 1

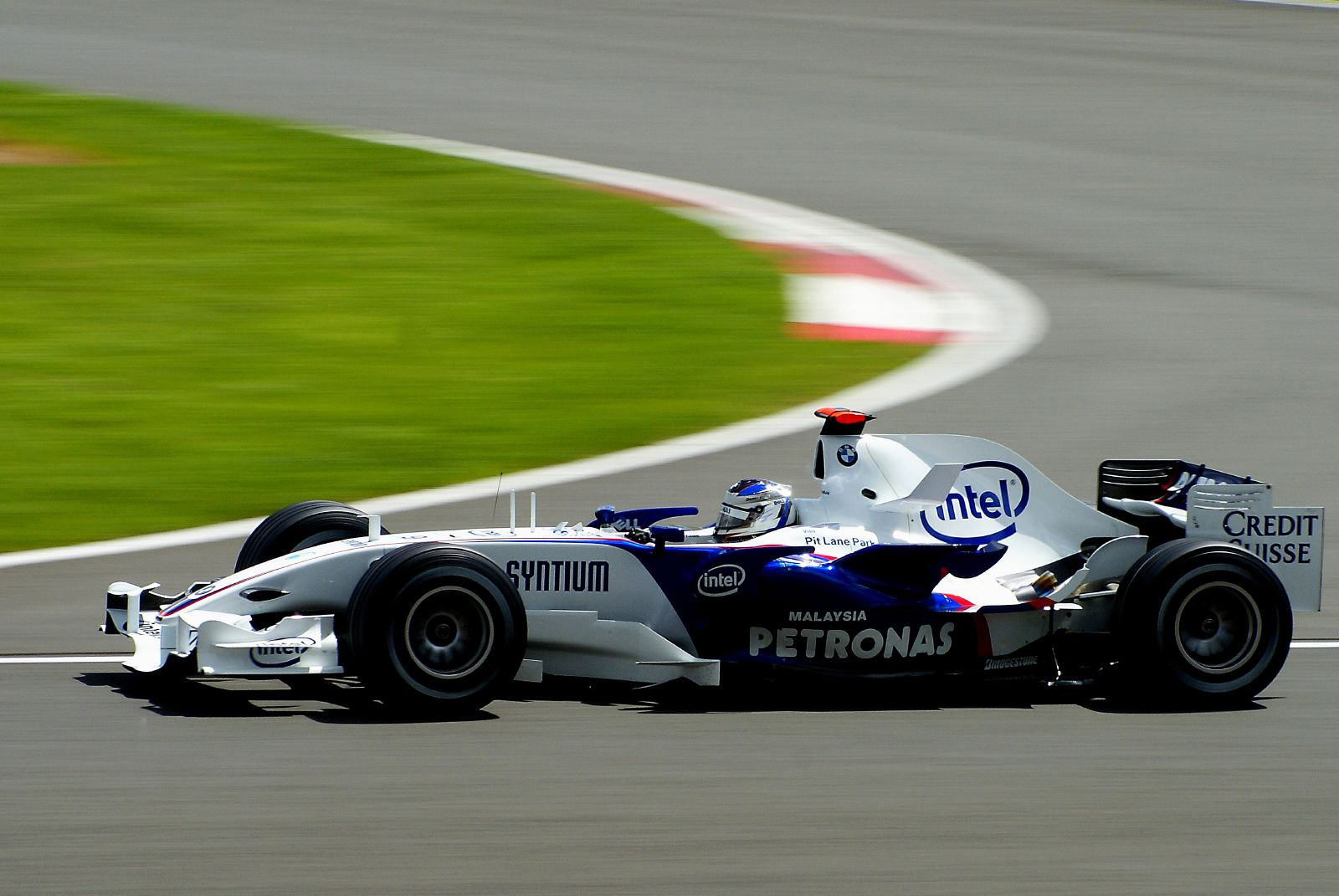
Nick Heidfeld tại giải đua ô tô Công thức 1 Anh 2007

Heidfeld bắt đầu mùa giải 2007 một cách mạnh mẽ. Ở Bahrain, anh đã bám đuổi và vượt qua đương kim vô địch thế giới Fernando Alonso qua bên ngoài và về đích trước đồng đội Robert Kubica nửa phút. Anh đã ghi ba vị trí thứ tư trong ba chặng đua mở màn, vị trí thứ 6 ở Monaco và vị trí thứ 2 tại giải đua ô tô Công thức 1 Canada, nơi anh đã vượt qua cả hai chiếc xe Ferrari và tái lập thành tích tốt nhất từ trước đến nay của anh ấy. Sau khi bỏ cuộc từ vị trí thứ 5 tại trường đua Indianapolis, anh đã bị đồng đội Kubica đánh bại ở chặng đua tại Magny-Cours và Silverstone. Tại giải đua ô tô Công thức 1 Châu Âu sôi động ở Nürburgring, chặng đua quê hương của Heidfeld, anh đã va chạm với Kubica ở vòng mở màn nhưng đã leo lên và vượt qua Kubica ở vòng cuối cùng để về đích thứ 6, mặc dù đã thực hiện sáu lần đổi lốp trong suốt cuộc đua. Heidfeld đã quay trở lại với thành tích tốt ở Hungary, vượt qua vòng loại ở vị trí thứ 2 và về thứ 3 để ên bục podium thứ 2 của anh ấy cho BMW trong mùa giải. Anh về thứ 4 tại các chặng đua ở Thổ Nhĩ Kỳ và Ý và thứ 5 tại giải đua ô tô Công thức 1 Bỉ. Cuối cùng, anh đã đứng thứ 5 ở giải vô địch với 61 điểm, hơn Kubica 22 điểm.
Vào ngày 28 tháng 4 năm 2007, Heidfeld đã lái ba vòng trình diễn quanh đường đua Nordschleife huyền thoại dài 14 dặm của Nürburgring, khiến anh trở thành tay đua đầu tiên sau 31 năm lái chiếc xe công thức 1 hiện đại ở đó. Khoảng 45.000 khán giả đã tham dự sự kiện được tổ chức sau cuộc đua sức bền VLN kéo dài 4 giờ.

##### 2008: Một mùa giải thành công tiếp theo với BMW Sauber
Sau vài tháng đàm phán, BMW xác nhận rằng Heidfeld ở lại với đội trong năm 2008.

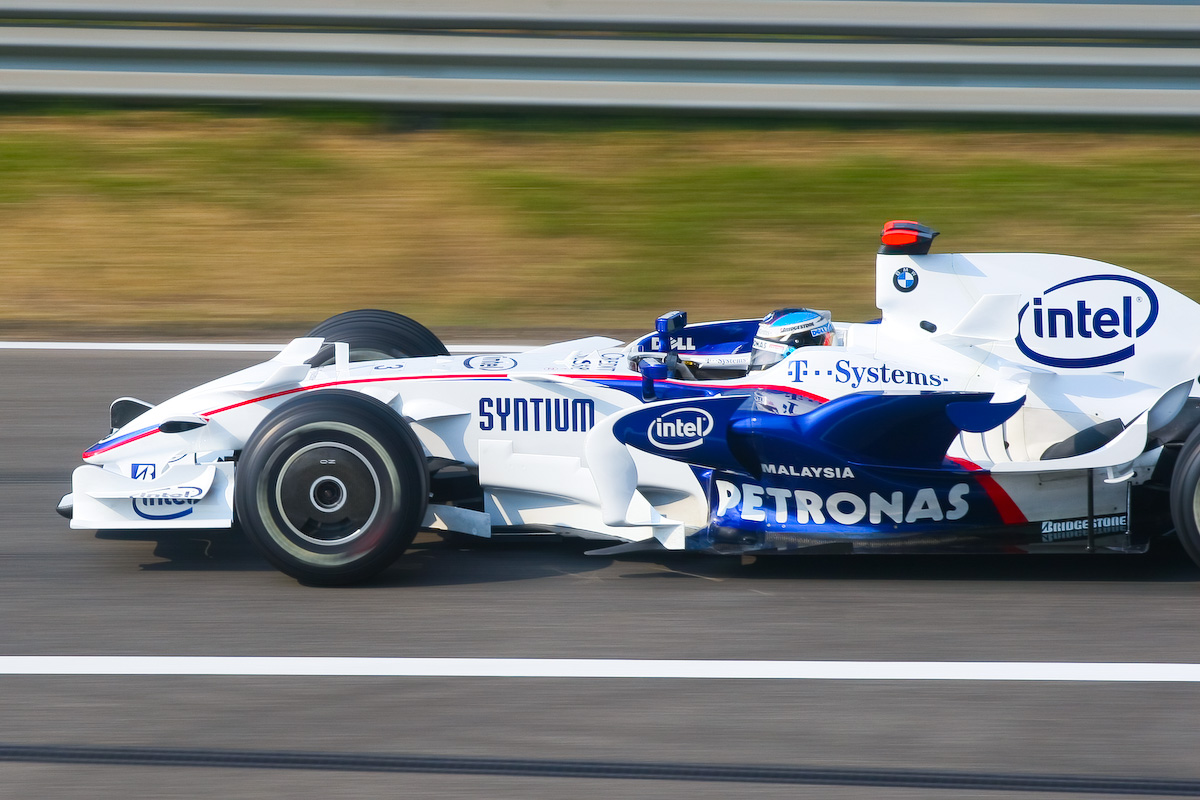
Nick Heidfeld tại giải đua ô tô Công thức 1 Trung Quốc 2008

Heidfeld bắt đầu mùa giải 2008 một cách mạnh mẽ, về nhì tại Úc sau khi vượt qua vòng loại ở vị trí thứ 5. Tại Malaysia, anh vượt qua vòng loại ở vị trí thứ 5 nhưng tụt xuống thứ 10 ở góc cua đầu tiên sau khi bị Jarno Trulli đẩy ra ngoài. Anh đã trở lại vị trí thứ 6 và đồng thời lập vòng đua nhanh nhất đầu tiên của mình trong quá trình này. Ở Bahrain, anh bắt đầu từ vị trí thứ 6 nhưng anh ấy không giành được vị trí ngay từ đầu, nhưng đã vượt qua Trulli và Heikki Kovalainen để leo lên vị trí thứ 4. Anh ấy đứng thứ hai trong chức vô địch sau bốn chặng đua đầu mùa giải. Sau một số vòng loại tại các cuộc đua đáng thất vọng trong những tuần tiếp theo (sau đó báo chí Đức bắt đầu gọi anh là "Leidfeld", với "Leid" có nghĩa là "đau khổ" trong tiếng Đức), Kubica và Heidfeld đã làm nên lịch sử cho đội BMW Sauber bằng cách đảm bảo chiến thắng đầu tiên của đội vào năm thứ 3 và lần lượt về đích thứ nhất và nhì ở Canada. Heidfeld đã hoàn thành cuộc đua ở vị trí thứ 2, củng cố vị trí thứ 5 tại bảng xếp hạng của mình về số điểm của tay đua mặc dù anh ấy không hài lòng khi nhường một chiến thắng tiềm năng vì lợi ích của đội.
Heidfeld đã có một chặng đua đáng thất vọng tại Pháp khi không ghi được điểm nào. Anh ấy đã trở lại mạnh mẽ tại giải đua ô tô Công thức 1 Anh, xuất phát ở vị trí thứ 5 và về thứ 2 trong điều kiện ẩm ướt. Một màn trình diễn mạnh mẽ khác là nơi anh ấy lần thứ hai lập vòng đua nhanh nhất trong mùa giải này, là chặng đua tại quê nhà của anh ấy ở trường đua Hockenheimring cho thấy rằng, vào thời điểm hiện tại, anh đã đảo ngược sự thiếu hụt về thành tích cho đồng đội của mình. Một lần về đích ở vị trí thứ 2 tại giải đua ô tô Công thức 1 Bỉ, tiếp theo là lần lượt về đích ở vị trí thứ 5 và 6 ở Ý và Singapore, giúp anh chỉ kém đương kim vô địch thế giới Kimi Räikkönen một điểm khi chỉ còn ba chặng đua. Trong ba chặng đua gần nhất, Heidfeld ghi được bốn điểm, cán đích ở vị trí thứ 6 trên bảng xếp hạng sau khi bị Fernando Alonso vượt qua ở vòng cuối cùng của mùa giải. Tuy nhiên, Heidfeld chỉ trở thành tay đua thứ hai hoàn thành tất cả 18 chặng đua trong một mùa giải, sau Tiago Monteiro đã lập được thành tích tương tự với Jordan vào năm 2005. Heidfeld cũng trở thành tay đua đầu tiên hoàn thành mọi chặng đua trong một mùa giải kể từ Michael Schumacher vào năm 2002.
Trong mùa giải này, anh kết thúc ở vị trí thứ 6 với 60 điểm.

##### 2009

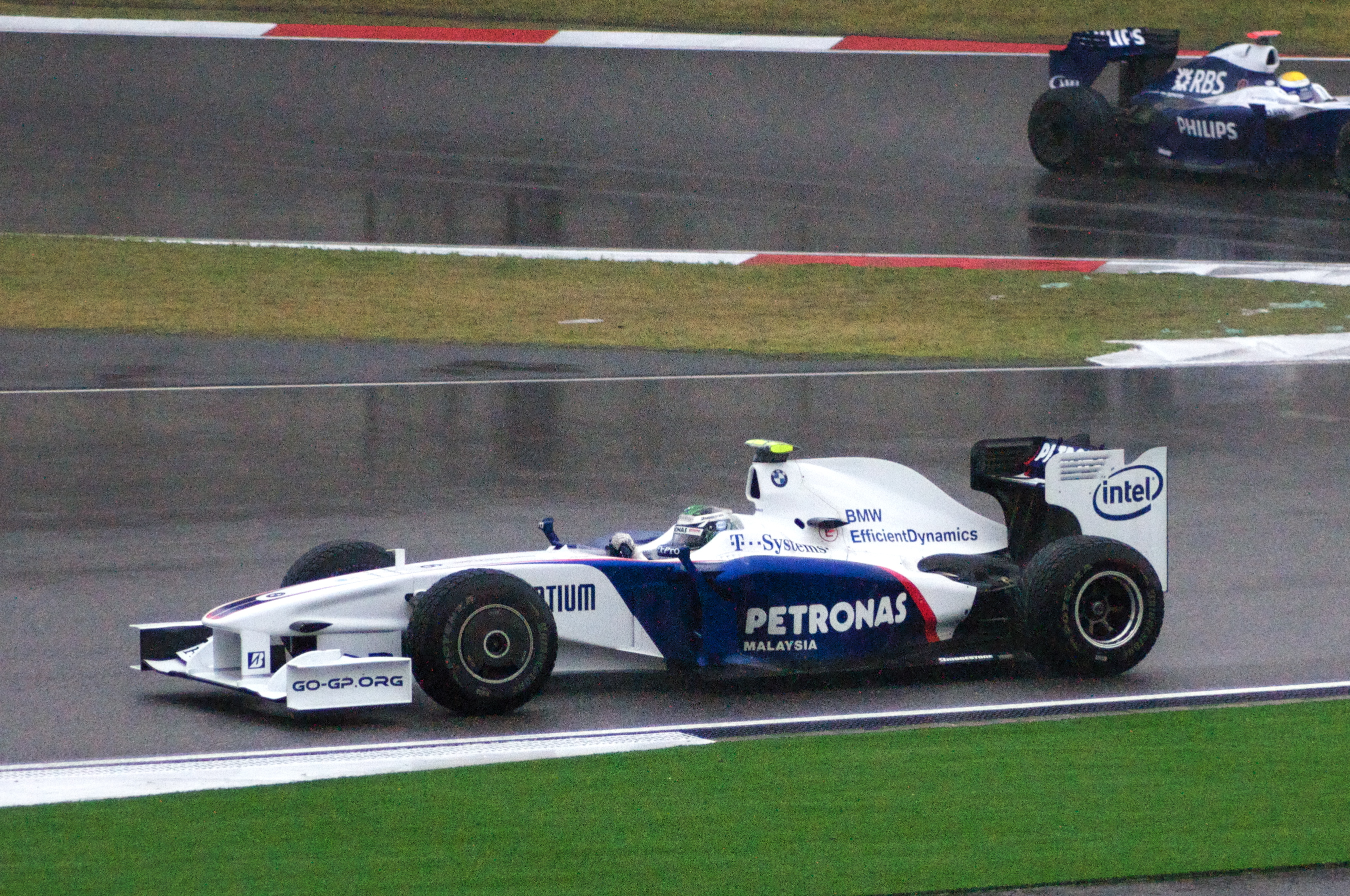
Nick Heidfeld tại giải đua ô tô Công thức 1 Trung Quốc 2009

Heidfeld bắt đầu năm 2009 tại Úc bằng cách vượt qua vòng loại ở vị trí thứ 11 và về đích thứ 10 trong cuộc đua. Tại giải đua ô tô Công thức 1 Malaysia, Heidfeld một lần nữa vượt qua vòng loại ở vị trí thứ 11, nhưng bắt đầu ở vị trí thứ 10 khi Sebastian Vettel bị tụt 10 bậc vì một sự cố xảy ra ở Úc với đồng đội của  Kubica. Cuộc đua bị dừng lại do trời mưa xối xả ở vòng thứ 33. Trong lúc đó, Heidfeld về thứ ba, nhưng theo quy định, kết quả được tính ở cuối vòng hoàn thành áp chót, khi Heidfeld đang ở vị trí thứ nhì. Vì chưa hoàn thành 75% cuộc đua nên tất cả các tay đua chỉ nhận được nửa điểm. Anh ghi thêm 2 điểm nữa tại giải đua ô tô Công thức 1 Tây Ban Nha và về đích thứ 5 tại Spa để ghi thêm 4 điểm. Anh đã về đích ở vị trí thứ 7 tại Monza, ghi thêm 2 điểm vào bảng tổng điểm năm 2009. Tuy nhiên, bốn lần về đích ghi điểm trong sáu chặng đua cuối cùng đã giúp anh đạt được vị trí thứ 13 trong bảng xếp hạng các tay đua, hơn Kubica 2 điểm. Tại Singapore, chuỗi 41 chặng đua về đích hoàn thành liên tiếp của Heidfeld đã bị kết thúc do va chạm với Adrian Sutil của đội đua Force India. Anh đã kết thúc ở vị trí thứ 13 với 19 điểm.

#### Quay trở lại công thức 1 với Sauber (2010)
Vào tháng 9 năm 2010, Heidfeld quay trở lại công thức 1 để thay thế Pedro de la Rosa tại đội Sauber trong phần còn lại của mùa giải 2010. Điều này đánh dấu lần đua thứ ba của anh với đội đua này. Vào ngày 4 tháng 10 năm 2010, Sauber xác nhận tay đua của họ cho mùa giải năm 2011 là Kamui Kobayashi và Sergio Pérez mà không có Heidfeld.

#### Lotus Renault (2011)

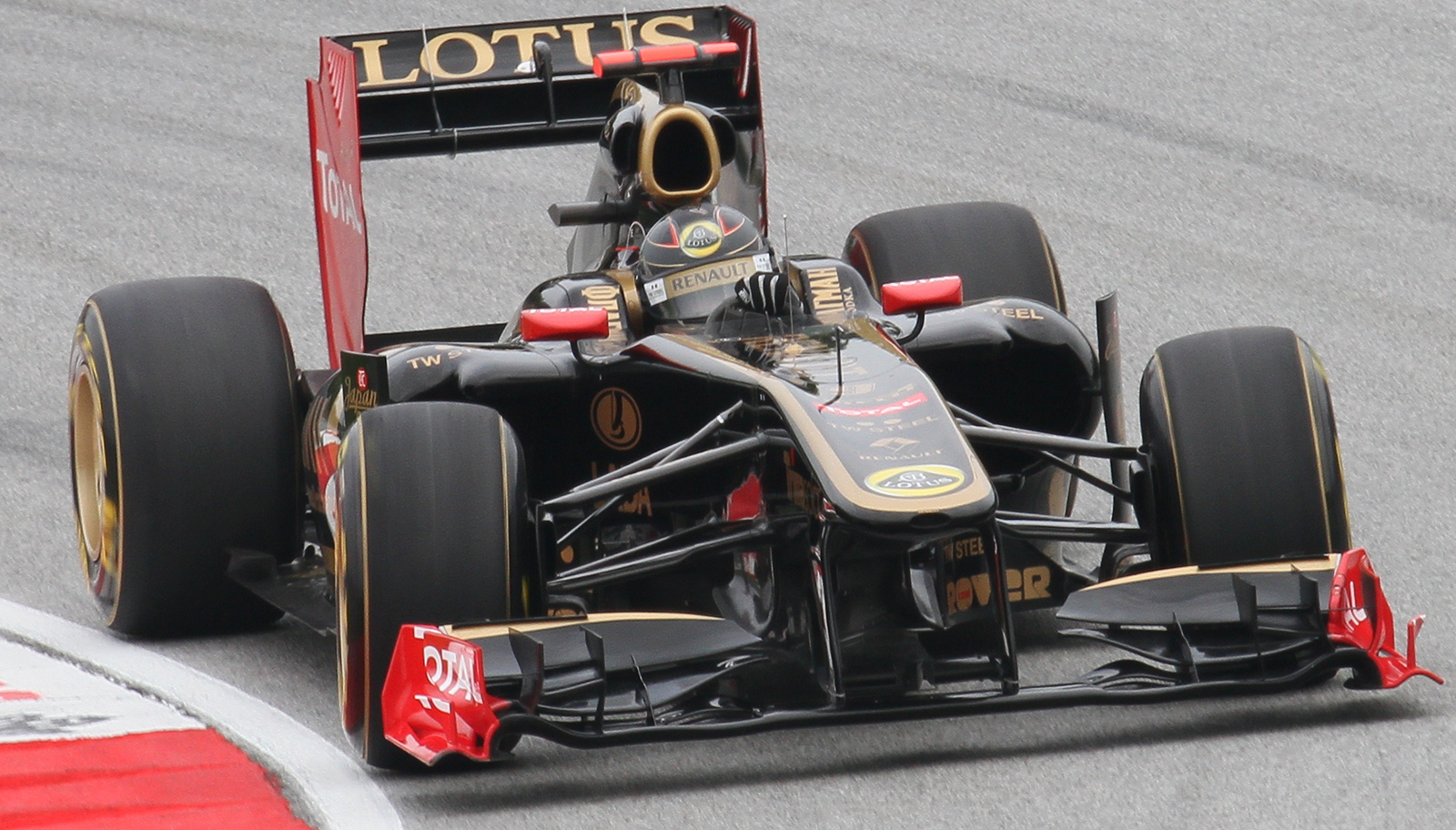
Nick Heidfeld tại giải đua ô tô Công thức 1 Malaysia 2011

Vào ngày 9 tháng 2, Lotus Renault GP xác nhận rằng Heidfeld sẽ chia sẻ nhiệm vụ thử nghiệm với Bruno Senna vào thứ bảy và chủ nhật của cuộc thử nghiệm kéo dài bốn ngày tại Jerez, để đánh giá các tay đua nhằm chuẩn bị thay thế người bị thương và đồng đội cũ của BMW Sauber Robert Kubica, người đã bị thương dài hạn ở cánh tay và bàn tay trong một vụ va chạm ở Ý, cho mùa giải 2011. Vào ngày thứ bảy, Heidfeld đã lập thời gian nhanh nhất trong ngày, nói rằng anh ấy rất thích chạy trong ngày của mình - 86 vòng cùng đội và rất vui khi lái xe. Heidfeld được xác nhận là người thay thế Kubica vào ngày 16 tháng 2 năm 2011. Đồng đội của anh là tay đua người Nga Vitaly Petrov.
Tại Úc, chặng đua đầu tiên của mùa giải sau khi giải đua ô tô Công thức 1 Bahrain bị hủy bỏ, Heidfeld đã vượt qua vòng loại ở vị trí thứ 18 và về đích ở vị trí thứ 12 sau khi chiếc xe của anh ấy bị hư hỏng nặng do một đối thủ khác lái xe đâm vào anh bắt đầu cuộc đua. Vào ngày 10 tháng 4 năm 2011, Heidfeld về thứ ba sau khi xuất phát ở vị trí thứ 6 tại giải đua ô tô Công thức 1 Malaysia tại Sepang, phá vỡ kỷ lục 12 lần lên bục không thắng của Stefan Johansson. Anh đã về đích ở vị trí thứ 12 tại Trung Quốc trước khi cán đích ở vị trí thứ 7 tại Thổ Nhĩ Kỳ sau một trận đọ sức với đồng đội Petrov. Hai vị trí thứ tám ở Tây Ban Nha và Monaco tiếp tục có được. Nhưng sau đó, anh phải bỏ cuộc ở Canada sau khi đâm vào phía sau Kamui Kobayashi và gây hư hại cho mũi xe của anh ta và khiến mũi xe của anh ta bị gãy khi tăng tốc. Anh buộc phải bỏ cuộc sau khi xe của anh bốc cháy sau khi ra khỏi làn pit ở vòng 25 tại giải đua ô tô Công thức 1 Hungary. Heidfeld được thay thế bởi Bruno Senna trước thềm giải đua ô tô Công thức 1 Bỉ. Sau đó, anh đã chính thức nói lời chia tay đội vào ngày 2 tháng 9 năm 2011.

## Đời tư
Heidfeld sống ở Stäfa, Thụy Sĩ với hôn thê, con gái (sinh 2005) và hai con trai (sinh 2007, 2010). Anh có một anh trai, Tim, và một em trai, Sven, một cựu tay đua hiện là bình luận viên đua xe thể thao cho truyền hình Đức. Biệt danh của anh ấy đối với những người hâm mộ công thức 1 là "Quick Nick". Anh ấy nhận được biệt danh này khi đua cho Williams vào năm 2005.

## Thống kê sự nghiệp
| Mùa giải | Giải đua                           | Đội đua                      | Số chặng      | Số chiến thắng | Poles         | Vòng đua nhanh nhất | Podiums       | Tổng điểm     | Vị trí trong BXH |
| -------- | ---------------------------------- | ---------------------------- | ------------- | -------------- | ------------- | ------------------- | ------------- | ------------- | ---------------- |
| 1994     | German Formula Ford 1600           |                              | 9             | 8              |               |                     |               |               | 1                |
| 1994     | German Formula Ford 1800           | Eifelland Racing             |               |                |               |                     |               | 48            | 10               |
| 1995     | German Formula Ford 1800           | ADAC Nordrhein Junior Team   |               | 4              |               |                     |               | 346           | 1                |
| 1995     | Formel Ford Zetec Meisterschaft    | ADAC Nordrhein Junior Team   |               | 2              |               |                     |               | 169           | 2                |
| 1996     | German Formula 3 Championship      | Opel Team BSR                | 15            | 3              | 3             | 6                   | 6             | 138           | 3                |
| 1996     | Masters of Formula 3               | Opel Team BSR                | 1             | 0              | 0             | 0                   | 1             |               | 3                |
| 1996     | Macau Grand Prix                   | Opel Team BSR                | 1             | 0              | 1             | 0                   | 0             |               | 6                |
| 1996     | Monaco Grand Prix                  | Opel Team BSR                | 1             | 0              | 0             | 0                   | 0             |               | 21               |
| 1997     | German Formula 3 Championship      | Opel Team BSR                | 18            | 5              | 5             | 7                   | 11            | 224           | 1                |
| 1997     | Monaco Grand Prix                  | Opel Team BSR                | 1             | 1              | 1             | 1                   | 1             |               | 1                |
| 1997     | Masters of Formula 3               | Opel Team BSR                | 1             | 0              | 0             | 0                   | 0             |               | 7                |
| 1998     | International Formula 3000         | West Competition Team        | 12            | 3              | 2             | 3                   | 7             | 58            | 2                |
| 1998     | Formula One                        | West McLaren Mercedes        | Tay đua dự bị | Tay đua dự bị  | Tay đua dự bị | Tay đua dự bị       | Tay đua dự bị | Tay đua dự bị | Tay đua dự bị    |
| 1999     | International Formula 3000         | West Competition Team        | 10            | 4              | 4             | 6                   | 7             | 59            | 1                |
| 1999     | 24 Hours of Le Mans - LMGTP        | AMG-Mercedes                 | 1             | 0              | 0             | 0                   | 0             |               | DNF              |
| 1999     | Công thức 1                        | West McLaren Mercedes        | Tay đua dự bị | Tay đua dự bị  | Tay đua dự bị | Tay đua dự bị       | Tay đua dự bị | Tay đua dự bị | Tay đua dự bị    |
| 1999     | Công thức 1                        | Gauloises Prost Peugeot      | Tay đua dự bị | Tay đua dự bị  | Tay đua dự bị | Tay đua dự bị       | Tay đua dự bị | Tay đua dự bị | Tay đua dự bị    |
| 2000     | Công thức 1                        | Gauloises Prost Peugeot      | 17            | 0              | 0             | 0                   | 0             | 0             | -                |
| 2001     | Công thức 1                        | Red Bull Sauber Petronas     | 17            | 0              | 0             | 0                   | 1             | 12            | 8                |
| 2002     | Công thức 1                        | Sauber Petronas              | 17            | 0              | 0             | 0                   | 0             | 7             | 10               |
| 2003     | Công thức 1                        | Sauber Petronas              | 16            | 0              | 0             | 0                   | 0             | 6             | 14               |
| 2004     | Công thức 1                        | Jordan Ford                  | 18            | 0              | 0             | 0                   | 0             | 3             | 18               |
| 2005     | Công thức 1                        | BMW Williams F1 Team         | 14            | 0              | 1             | 0                   | 3             | 28            | 11               |
| 2006     | Công thức 1                        | BMW Sauber F1 Team           | 18            | 0              | 0             | 0                   | 1             | 23            | 9                |
| 2007     | Công thức 1                        | BMW Sauber F1 Team           | 17            | 0              | 0             | 0                   | 2             | 61            | 5                |
| 2008     | Công thức 1                        | BMW Sauber F1 Team           | 18            | 0              | 0             | 2                   | 4             | 60            | 6                |
| 2009     | Công thức 1                        | BMW Sauber F1 Team           | 17            | 0              | 0             | 0                   | 1             | 19            | 13               |
| 2010     | Công thức 1                        | Mercedes GP Petronas F1 Team | Tay đua dự bị | Tay đua dự bị  | Tay đua dự bị | Tay đua dự bị       | Tay đua dự bị | Tay đua dự bị | Tay đua dự bị    |
| 2010     | Công thức 1                        | Pirelli                      | Tay đua dự bị | Tay đua dự bị  | Tay đua dự bị | Tay đua dự bị       | Tay đua dự bị | Tay đua dự bị | Tay đua dự bị    |
| 2010     | Công thức 1                        | BMW Sauber                   | 5             | 0              | 0             | 0                   | 0             | 6             | 18               |
| 2011     | Công thức 1                        | Lotus Renault GP             | 11            | 0              | 0             | 0                   | 1             | 34            | 11               |
| 2012     | FIA World Endurance Championship   | Rebellion Racing             | 3             | 0              | 0             | 0                   | 1             | 42,5          | 14               |
| 2012     | 24 Hours of Le Mans                | Rebellion Racing             | 1             | 0              | 0             | 0                   | 0             |               | 4                |
| 2012     | 24 Hours Nürburgring               | Gemballa Racing              | 1             | 0              | 0             | 0                   | 0             |               |                  |
| 2012     | V8 Supercars Championship          | Rod Nash Racing              | 2             | 0              | 0             | 0                   | 0             | 0             |                  |
| 2012     | Porsche Supercup                   | Porsche                      | 1             | 0              | ?             | ?                   | 0             | 0             |                  |
| 2013     | FIA World Endurance Championship   | Rebellion Racing             | 5             | 0              | 0             | 0                   | 1             | 48            | 8                |
| 2013     | 24 Hours of Le Mans                | Rebellion Racing             | 1             | 0              | 0             | 0                   | 0             | N/A           | 39th             |
| 2013     | American Le Mans Series            | Rebellion Racing             | 4             | 1              | 0             | 0                   | 4             | 82            | 2                |
| 2014     | FIA World Endurance Championship   | Rebellion Racing             | 8             | 0              | 0             | 0                   | 0             | 64,5          | 10               |
| 2014     | 24 Hours of Le Mans                | Rebellion Racing             | 1             | 0              | 0             | 0                   | 0             |               | 4                |
| 2014     | 24 Hours Nürburgring               | Nissan GT Academy Team RJN   | 1             | 0              | 0             | 0                   | 0             |               | 24               |
| 2014–15  | Formula E                          | Venturi Grand Prix           | 11            | 0              | 0             | 0                   | 1             | 31            | 12               |
| 2015     | FIA World Endurance Championship   | Rebellion Racing             | 3             | 0              | 0             | 0                   | 0             | 2             | 29               |
| 2015     | 24 Hours of Le Mans                | Rebellion Racing             | 1             | 0              | 0             | 0                   | 0             |               | 23               |
| 2015–16  | Formula E                          | Mahindra Racing              | 9             | 0              | 0             | 1                   | 1             | 53            | 10               |
| 2016     | FIA World Endurance Championship   | Rebellion Racing             | 4             | 0              | 0             | 0                   | 0             | 25.5          | 14               |
| 2016     | 24 Hours of Le Mans                | Rebellion Racing             | 1             | 0              | 0             | 0                   | 0             |               | 29               |
| 2016–17  | Formula E                          | Mahindra Racing              | 12            | 0              | 0             | 0                   | 5             | 88            | 7                |
| 2017     | WeatherTech SportsCar Championship | Rebellion Racing             | 3             | 0              | 0             | 0                   | 0             | 68            | 22               |
| 2017–18  | Formula E                          | Mahindra Racing              | 12            | 0              | 0             | 0                   | 1             | 42            | 11               |
| 2018–19  | Formula E                          | Mahindra Racing              | Tay đua dự bị | Tay đua dự bị  | Tay đua dự bị | Tay đua dự bị       | Tay đua dự bị | Tay đua dự bị | Tay đua dự bị    |
| 2019–20  | Formula E                          | Mahindra Racing              | Tay đua dự bị | Tay đua dự bị  | Tay đua dự bị | Tay đua dự bị       | Tay đua dự bị | Tay đua dự bị | Tay đua dự bị    |
| 2020–21  | Formula E                          | Mahindra Racing              | Tay đua dự bị | Tay đua dự bị  | Tay đua dự bị | Tay đua dự bị       | Tay đua dự bị | Tay đua dự bị | Tay đua dự bị    |
| 2022     | FIA World Rallycross Championship  | QEV Motorsport               | 1             | 0              | 0             | 0                   | 0             | 6             | 16               |